# Copeland
Copeland era un distrito no metropolitano con estatus de municipio del condado ceremonial de Cumbria (Inglaterra). Según el censo de 2021, en ese momento tenía una población de 67 136 habitantes.
Fue constituido el 1 de abril de 1974 bajo la Ley de Gobierno Local de 1972 como una fusión del antiguo municipio de Whitehaven y los distritos rurales de Ennerdale y Millom.
En julio de 2021, el Ministerio de Vivienda, Comunidades y Gobierno Local anunció que en abril de 2023 el condado de Cumbria se reorganizaría en dos autoridades unitarias.
El 1 de abril de 2023, el distrito no metropolitano de Copeland fue disuelto y sus funciones fueron transferidas a la nueva autoridad unitaria de Cumberland, que también cubre los antiguos distritos de Allerdale y Carlisle.